# 陈德铭
陈德铭（1949年3月—），男，上海人，中华人民共和国政治人物。南京大学国际商学院毕业，数量经济学硕士、工商管理学博士。1974年9月加入中国共产党，是中共第十七届中央候补委员。曾任中共陕西省委副书记、陕西省人民政府省长，国家发展和改革委员会副主任，中华人民共和国商务部部长，以及海峡两岸关系协会会长等职。屬江澤民派系，2012年中共十八大时担任商务部部长的他落選中央委員。現任北京清華大學台灣研究院院長。

## 生平

### 早年经历
陈德铭出身于知识分子家庭，早年毕业于上海市西中学。从小痴迷无线电，还曾经担任过上海少年宫的无线电兴趣小组组长。受文革影响，陈德铭没有能够在无线电方面继续发展；1969年4月，他和大多数同龄人一样，到农村插队劳动，在江西瑞金的谢坊镇落户。后来，受推荐进入原江西共产主义劳动大学农机系学习。毕业后，被分配到江西省农机局工作。1980年，因为组织上照顾解决夫妻两地分居状况，陈德铭调江苏省食品公司工作。

### 进入政坛
此后一直在江苏省任职，先后出任泰州肉联厂副厂长，省商业厅办公室副主任、省食品公司经理、商业厅副厅长，省政府副秘书长、兼省政府办公厅主任，苏州市委副书记、市长，市委书记，苏州工业园区党工委书记等职。期间，还于1988年考入南京大学国际商学院，攻读数量经济硕士学位；1996年，获得南京大学管理学博士学位，成为当时还是为数不多的博士官员。2001年9月，陈德铭升任中共江苏省委常委、苏州市委书记、继续兼任苏州工业园区党工委书记。
2002年5月，陈德铭调到陕西工作，先是出任省委常委、副省长兼省政府党组副书记；两年后，任代理省长；2005年2月，正式当选陕西省省长。在陈德铭赴陕西工作后，曾用问候苏州的方式，以《来自黄土高坡的思念》为题在《苏州日报》上发表文章，表达了对苏州的深深眷恋和赴任陕西后感受到的重大责任感。文章发表后，在苏州各界引起很大的反响。
然而，在仅担任了一年零七个月的省长后，中央又一纸调令将陈德铭任命为国家发改委副主任、兼党组副书记（正部长级待遇）。

### 从商务部到海协会
2007年10月，在中共十七大上，陈德铭在中国共产党中央委员会委员选举中出人意料地未能当选中央委员，因而未能顺利接任国家发展改革委主任。但他随后当选为中央候补委员；此后调任商务部工作。2007年12月2日，新华社发布新闻稿称，陈德铭以商务部副部长的身份首次参加对外活动；12月29日，第十届全国人大常委会正式通过任命，陈德铭出任商务部部长。这也是罕见的中央候补委员出任正职内阁部长的情况。
在商务部部长任期内，陈德铭努力推动ECFA谈判取得进展。但陈德铭未能推动世贸组织多哈回合谈判取得实质性进展，也未推动中国加入TPP和TISA。
2012年11月，陈德铭未能在中共十八大上当选中央委员或连任中央候补委员，并在2013年3月的十二届全国人大一次会议后卸任商务部部长。
2013年4月26日，在海协会第三届理事会第一次会议上，被推选为第三任海峡两岸关系协会会长。接替陳雲林。2018年4月27日，由前國台辦主任張志軍接任海協會會長。